# アラブ種

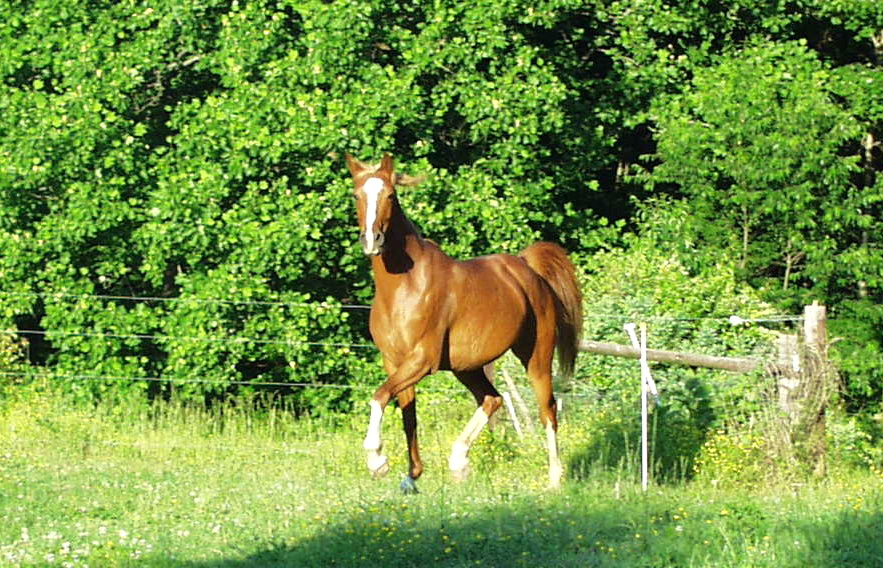
アラブ種の雌馬

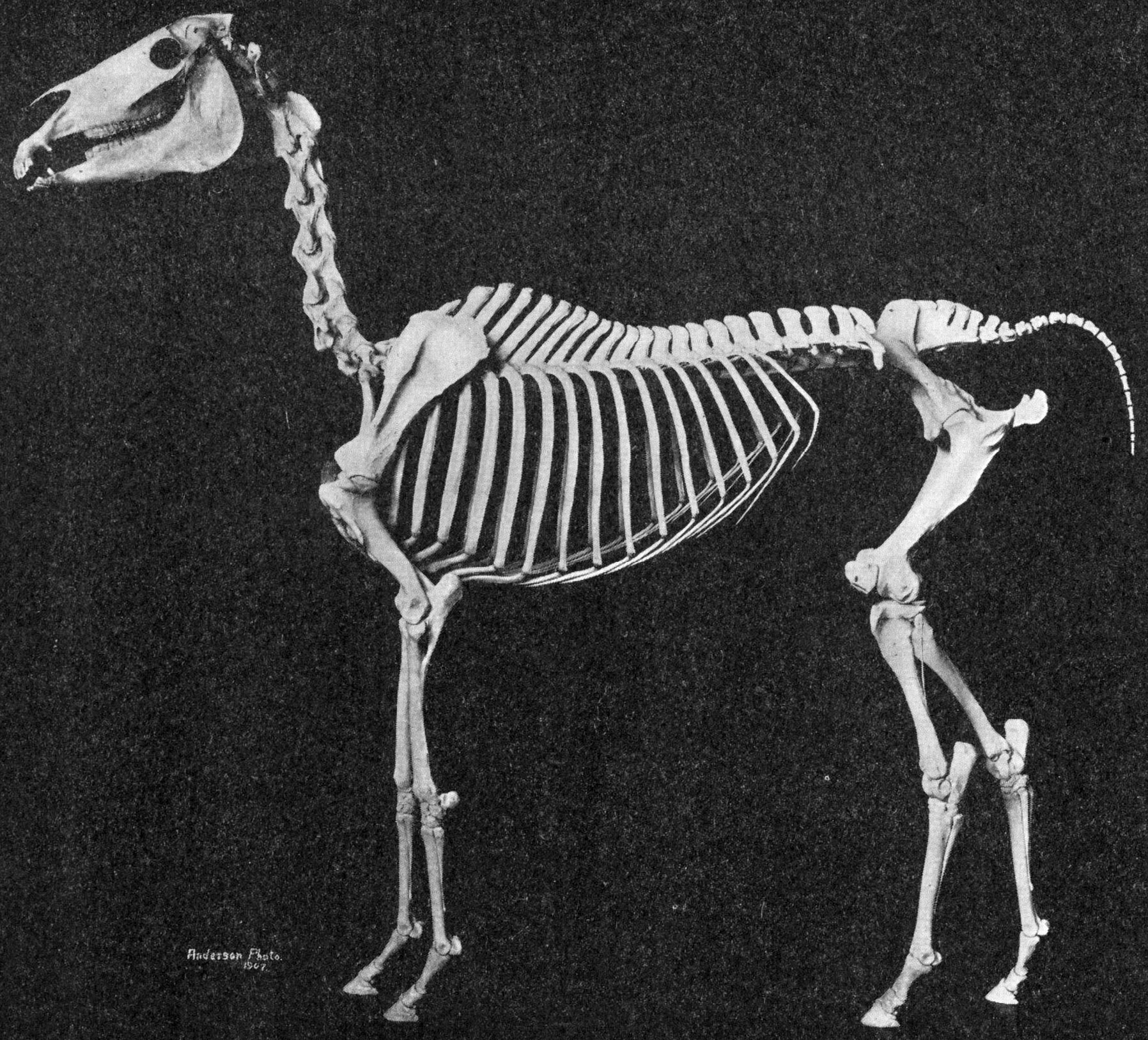
アラブ種の骨格

アラブ（種）（Arab、Arabian）とは、ウマの品種の一つ。現存する馬の改良種の中で最初に確立した品種とされる。体高約140cm台-150cm台（ポニー相当の高さしかない個体もいるが慣習的にポニーとは呼ばれない）、体重約400kg。
サラブレッドより小柄で華奢な体躯で、速力もサラブレッドには劣るが、耐候性、耐久性に優れる。
その成立ははっきりしないが、アラビア半島の遊牧民、ベドウィンにより、厳格な血統管理の元に改良が進められ、品種として確立した。
伝承によるとكحيلة العجوز（クハイラトゥルアジューズもしくはクハイラ・アル=アジューズ、意味は「老翁のクハイラ」もしくは「老婆のクハイラ」）という牝馬がアラブ種の根幹牝馬とされる。
サラブレッドはこのアラブを元にイギリスやその他の在来馬と掛け合わせて作られた品種であり、三大始祖は全てアラブ種かそれに類するターク、バルブ種である。特にダーレーアラビアンはジェネラルスタッドブックにおいて純粋なアラブとされている。

## 競走馬として

### 純血アラブ種限定競走の開催
海外諸国ではIFAHR（The International Federation of Arabian Horse Racing Authorities、国際アラブ競馬連盟）管轄の下、各国にて各種純血アラブ馬限定競走が開催されている。
同連盟によると中東、欧州、北米、南米、オーストラリアを始めとする世界全体で670の競馬場が純血アラブ種限定競走を実施。レース数は5,986を記録したという。
日本ではドバイワールドカップミーティングに含まれるドバイカハイラクラシック（Dubai Kahayla Classic）などが知られている。

### 出走資格
出走馬の血統確認は世界アラブ馬機構（WAHO）が担当、スタッドブック参照の上出走資格の認定がなされている。規定によりアングロアラブやパートブレッドアラブといった混血種の出走は許されていない。

## 日本のアラブ系競走に出走していたアラブ系との違い
サラブレッド成立後、主にフランスでこのアラブ種とサラブレッドとを交配させて作出されたのがアングロアラブであった。
日本においてアングロアラブは軍馬として用いられ、品種改良目的で在来馬との交配が半ば強制的に進められた時代もあった。
日本で競走馬としてかつて活躍していたアラブ系は本項目の純血アラブ種ではなく多くアングロアラブだった。日本ではアングロアラブの生産も盛んであった一方、純血アラブ種自体はあまり普及せず、乗馬クラブに所属しエンデュランス競技に参加する程度にとどまっている。
日本で「アラブ」「アラブ馬」がアングロアラブのことを指すことが多く、海外の純血アラブ種限定レース「アラブ馬競走」が日本で開催されていたアングロアラブ競走と混同されがちである。そのためアラブ種は「純血アラブ」「純血アラブ馬」「純血アラブ種」などと言わないと通じないことがある。

## アラブ種を基盤にする品種

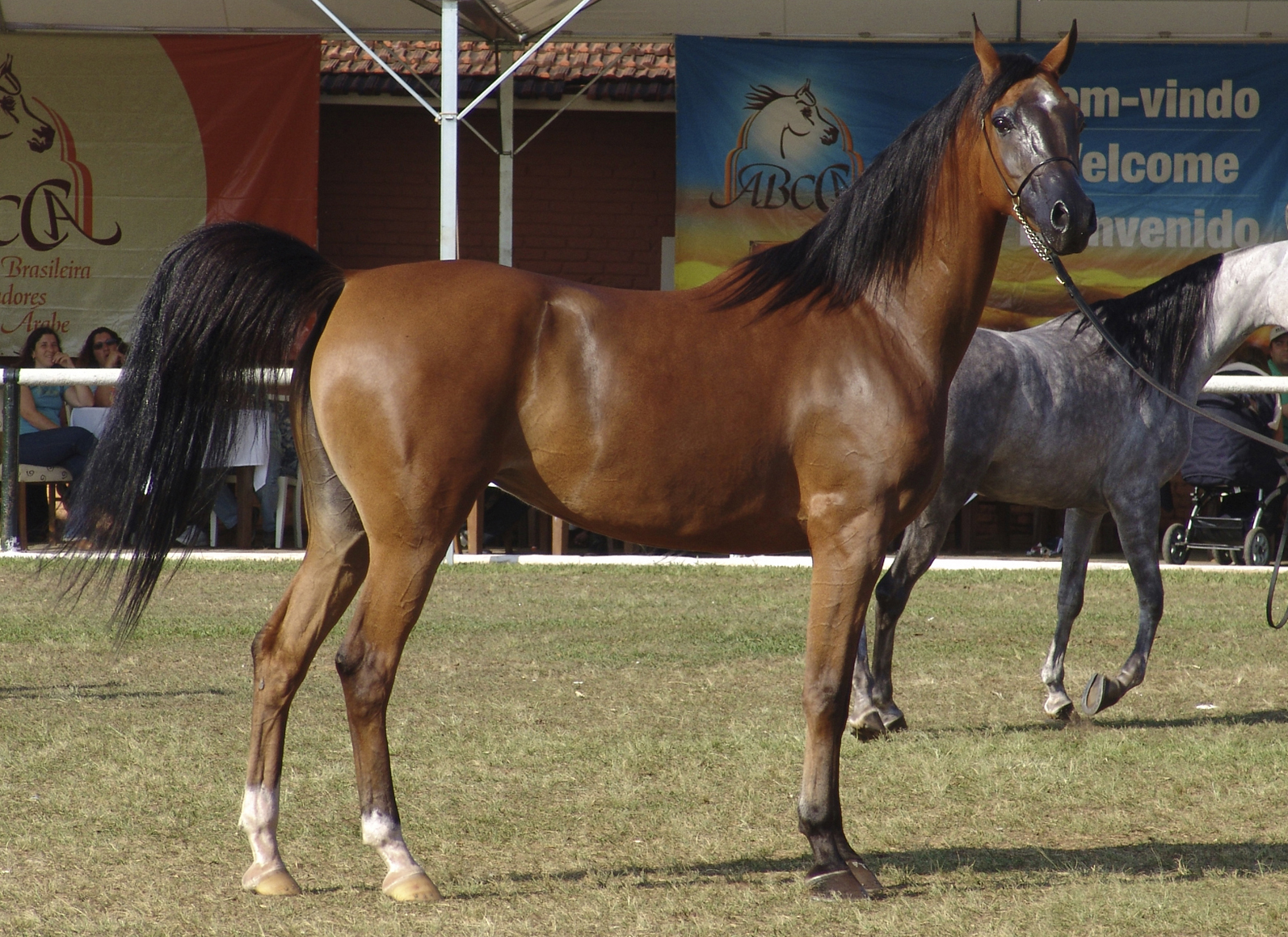

- アングロアラブ
- アラブ系種
- サラブレッド
- クォーターホース
- スタンダードブレッド